# Marcin Bombka
Marcin Bombka (ur. 1942) – polski koszykarz występujący na pozycji obrońcy, wielokrotny medalista mistrzostw Polski.

## Osiągnięcia
Na podstawie, o ile nie zaznaczono inaczej.
Zawodnicze
- Mistrz Polski (1971)
- Wicemistrz Polski (1970)
- Brązowy medalista mistrzostw Polski (1964, 1968)